# Racket Attack
Racket Attack (Japans: 燃えろ!!プロテニス) is een computerspel dat werd ontwikkeld door TOSE en uitgegeven door Jaleco Entertainment. Het spel kwam in 1988 uit voor het platform Nintendo Entertainment System. Met het spel kan de speler tennis spelen. Het spel kan met een of meerdere personen gespeeld worden. De spelstand kan via een wachtwoord hervat worden.

## Ontvangst
| Beoordeeld door | Datum     | Score |
| --------------- | --------- | ----- |
| All Game Guide  | 1998      | 80%   |
| Power Play      | juli 1991 | 42%   |
| Video Games     | juni 1991 | 42%   |